# 1042

## Родени
- Урбан II, римски папа